# Dunzelbach
Der Dunzelbach ist ein 7,7 km langer, orographisch rechter Nebenfluss des Appelbachs in Rheinland-Pfalz, Deutschland.

## Geographie
Der Bach entspringt in der Rheinhessischen Schweiz südlich von Stein-Bockenheim auf einer Höhe von 190 m ü. NHN. Von hier aus fließt der Bach überwiegend in nördliche Richtungen und passiert dabei die Ortschaften Stein-Bockenheim, Wonsheim, Eckelsheim und Gumbsheim, bevor er im Norden von Wöllstein auf 125 m ü. NHN rechtsseitig in den Appelbach mündet.
Der Dunzelbach überwindet auf seinem 7,7 km langen Weg einen Höhenunterschied von 65 m, was einem mittleren Sohlgefälle von 8,4 ‰ entspricht. Dabei entwässert er ein 30,365 km² großes Einzugsgebiet über Appelbach, Nahe und Rhein zur Nordsee, weshalb der Bach zum Flusssystem des Rheins gehört.
Bei der Betrachtung der Flusslänge wird der 1,9 km lange, oft trocken fallende Oberlauf vom Wasserwirtschaftsamt Rheinland-Pfalz nicht mit einbezogen. Unter Berücksichtigung dieses Abschnittes ergibt sich eine Gesamtlänge von 9,6 km.

### Nebenflüsse
Größter Nebenfluss ist der 3,3 km lange Rohrbach, dessen Einzugsgebiet mit einer Größe von 7,513 km² rund 1/4 des gesamten Einzugsgebietes ausmacht.
Im Folgenden werden die Nebenflüsse des Dunzelbachs in der Reihenfolge von der Quelle zur Mündung genannt, die von der Wasserwirtschaftsverwaltung Rheinland-Pfalz geführt werden. Angegeben ist jeweils die orografische Lage der Mündung, die Länge, die Größe des Einzugsgebiets, die Höhenlage der Mündung und die Gewässerkennzahl.
| Name                 | Lage   | Länge in km | EZG in km² | Mündungshöhe in m ü. NHN | GKZ     |
| -------------------- | ------ | ----------- | ---------- | ------------------------ | ------- |
| Riedborngraben       | rechts | 2,9         | 3,423      | 137                      | 2549482 |
| Siefersheimer Graben | links  | 1,6         | 3,146      | 137                      | 2549484 |
| Rohrbach             | rechts | 3,3         | 7,513      | 131                      | 2549486 |

## Umwelt
Der Dunzelbach ist ein feinmaterialreicher, karbonischer Mittelgebirgsbach, der durch ein stark landwirtschaftlich genutztes Gebiet fließt. Seine Gewässerstrukturgüte ist im gesamten Verlauf mit sehr stark bis vollständig verändert angegeben. Die Gewässergüte wird mit mäßig belastet (Güteklasse II) angegeben (Stand 2005).